# Lomita
Lomita és una ciutat dels Estats Units a l'estat de Califòrnia. Segons el cens del 2000 tenia 20.046 habitants.

## Demografia[Cal actualitzar]
Segons el cens del 2000, Lomita tenia 20.046 habitants, 8.015 habitatges, i 5.033 famílies. La densitat de població era de 4.073,6 habitants/km².
Dels 8.015 habitatges en un 32,9% hi vivien nens de menys de 18 anys, en un 43% hi vivien parelles casades, en un 14,5% dones solteres, i en un 37,2% no eren unitats familiars. En el 30,6% dels habitatges hi vivien persones soles el 9,3% de les quals corresponia a persones de 65 anys o més que vivien soles. El nombre mitjà de persones vivint en cada habitatge era de 2,48 i el nombre mitjà de persones que vivien en cada família era de 3,13.
Per edats la població es repartia de la següent manera: un 25,5% tenia menys de 18 anys, un 7,6% entre 18 i 24, un 34,2% entre 25 i 44, un 21,9% de 45 a 60 i un 10,9% 65 anys o més.
L'edat mediana era de 36 anys. Per cada 100 dones de 18 o més anys hi havia 87,8 homes.
La renda mediana per habitatge era de 51.360 $ i la renda mediana per família de 53.003 $. Els homes tenien una renda mediana de 41.582 $ mentre que les dones 31.353 $. La renda per capita de la població era de 27.748 $. Entorn del 9,3% de les famílies i l'11,1% de la població estaven per davall del llindar de pobresa.

## Poblacions més properes
El següent diagrama mostra les poblacions més properes.